# П'ята балка
П'ята балка, також Кафка́-Бога́з (крим. Qafa Boğaz, «перевал черепа») — урочище, розташоване між монастирем Шулдан та печерним містом Ескі-Кермен, неподалік від села Тернівка в Криму.

## Географія
П'ята балка розташована за 2 км на північ від села Тернівка та приблизно за 2 км на захід від села Ходжа-Сала Бахчисарайського району АР Крим. Адміністративно більша частина балки належить до території Севастопольської міськради, тоді як невелика ділянка на півночі — до Бахчисарайського району. З 7 вересня 2023 року місцевість цілком передана до Бахчисарайського району Автономної Республіки Крим.
Балка являє собою долину між двома гірськими плато, спрямована з півдня на північ. По дну балки біжить струмок довжиною близько 1100 м, який нікуди не впадає, а зникає в ґрунті при виході з устя балки. В центральній частині урочища знаходяться рукотворні ставки, так звані «Генеральські озера», суттєво розширені та заглиблені у 2014 році. Три ставки утворені шляхом побудови дамб на струмку, який живиться з декількох джерел.

## Природні об'єкти
Північна частина заросла грабовим лісом, південна являє собою дві великі галявини. Серед рослинності окрім грабів присутні дуби, ясени, верби, кизил. Навколо ставків існувало болотце зі сфагновими мохами, очевидно, знищене в 2014 році при розширенні ставків.
Внаслідок зоологічних досліджень українських і російських малакологів у П'ятій балці було описано 33 види наземних молюсків, серед яких вперше для України знайдено популяцію рідкісного реліктового виду Vertigo moulinsiana (Dupuy, 1849)(равлик-завитка Мулена).

## Туристичні об'єкти
Через П'яту балку проходять туристичні маршрути до середньовічних поселень Ескі-Кермен та Мангуп-Кале, монастирів Шулдан і Челтер-Мармара. Один з маршрутів веде через Шулдан і Тернівку до Байдарської долини та урочища Ласпі, маркування на ньому було здійснено Федерацією альпинизму й скелелазіння Севастополя у 2012 році, а в жовтні 2015 російська окупаційна адміністрація заклала цей маршрут до програми розвитку гірського трекінгу в Севастополі. В урочищі наявна обладнана туристична стоянка, яка знаходиться в довготривалій оренді у севастопольських підприємців, є джерела води, зокрема джерело Кафка-Чокрак.